# Der Liebste Roland

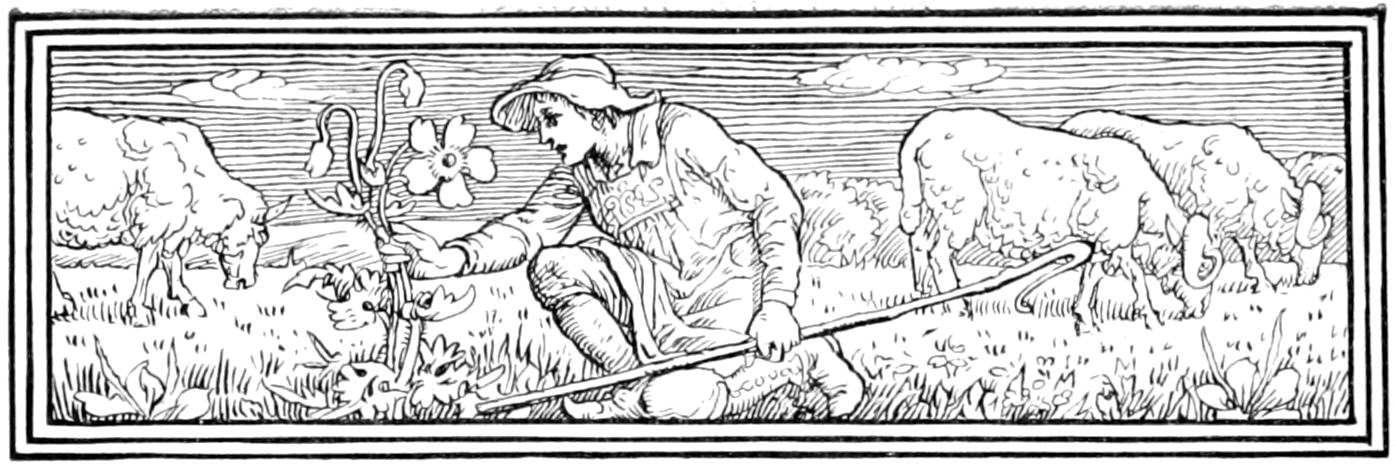
Illustration von Walter Crane, 1882

Der Liebste Roland ist ein Märchen (ATU 1119, 313, 407). Es steht in den Kinder- und Hausmärchen der Brüder Grimm an Stelle 56 (KHM 56). In der 3. Auflage schrieb sich der Titel Der liebste Roland.

## Inhalt
Eine Hexe liebt ihre hässliche, böse Tochter und hasst ihre schöne, gute Stieftochter. Die Tochter will die schöne Schürze der anderen haben. Die Hexe lässt sie sich hinten ins Bett legen, damit sie der Stieftochter nachts den Kopf abhauen kann. Diese hört aber mit und schiebt nachts die Tochter nach vorne, so dass aus Versehen diese getötet wird. Dann geht die Stieftochter zu ihrem Liebsten Roland, auf dessen Rat sie vor der Flucht den Zauberstab der Hexe nimmt. Sie tropft noch drei Tropfen Blut aus dem toten Kopf auf die Treppe, in die Küche und ins Bett. Als die Hexe aufwacht und ihr Kind ruft, antwortet ihr erst der Tropfen von der Treppe, dann der aus der Küche, dann der aus dem Bett. Da erkennt sie ihren Fehler und setzt mit Siebenmeilenstiefeln dem Paar nach, doch sie verwandeln sich in einen See mit einer Ente darauf, die sich auch durch Futter nicht anlocken lässt, am nächsten Tag in eine schöne Blume in einer Dornenhecke mit einem Geigenspieler davor. Der spielt der Hexe einen Zaubertanz, dass sie tanzen muss und von den Dornen zerrissen wird.
Während Roland zu seinem Vater geht, um die Hochzeit zu bestellen, verwandelt sich das Mädchen in einen roten Feldstein, um unerkannt auf ihn zu warten. Als er nicht wiederkommt, weil er eine andere trifft, verwandelt sie sich in eine Blume, damit jemand sie umträte. Ein Schäfer bricht sie ab und legt sie in seinen Kasten. Von da an tut sich sein Haushalt von allein. Auf den Rat einer weisen Frau wirft er morgens ein weißes Tuch über die Blume, die eben aus ihrem Kasten kommt. Das so zurückverwandelte Mädchen erzählt ihm sein Schicksal. Auf seinen Heiratsantrag sagt es 'nein', es wolle seinem Liebsten Roland treu bleiben. Als alle Mädchen für das Hochzeitspaar singen sollen, will es nicht hingehen. Als es aber doch singt, erkennt Roland die rechte Braut und erinnert sich. Sie heiraten und werden froh.

## Grimms Anmerkung

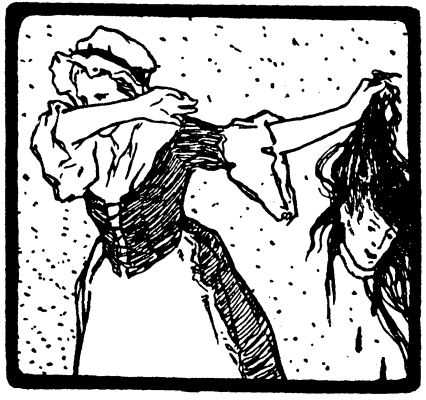
Illustration von Otto Ubbelohde, 1909

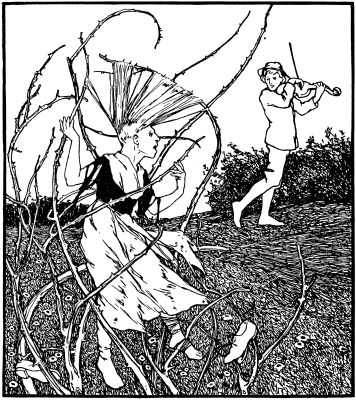
Illustration von Otto Ubbelohde, 1909

Grimms Anmerkung notiert „Aus Hessen“ (von Dortchen Wild) und schildert eine Variante, die wie Hänsel und Gretel beginnt: Gretel flieht mit Hänsel und lässt ihre Spucke vor dem Herd antworten, als die Hexe nach heißem Wasser verlangt, bis sie trocknet. Die Hexe verfolgt sie auf Schlittschuhen. Die Kinder verwandeln sich in einen Teich mit Ente. Sie will ihn aussaufen und platzt. Die Brüder Grimm vermuten alten Stoff in dem Märchen. Die Blutstropfen oder Spucke seien das schaffende Prinzip wie in Sagen, wo Götter durch spucken Dinge schaffen. In der „Eyrbiggiasaga C. 20“ verwandle Katla immer ihren Sohn, um ihn zu schützen. Sie nennen noch KHM 51 Fundevogel, KHM 79 Die Wassernixe, KHM 110 Der Jude im Dorn, KHM 113 De beiden Künigeskinner, Voß’ Anmerkungen zu seiner Idylle Der Riesenhügel, in der „braunschweigischen Sammlung“ (Feen-Mährchen. Zur Unterhaltung für Freunde und Freundinnen der Feenwelt, anonym in Braunschweig, 1801 bei Verleger Friedrich Bernhard Culemann) „der Riesenwald S. 44–72“, Müllenhoff Nr. 6, Kuhn Nr. 1, norwegisch bei Asbjörnsen Bd. 2, schwedisch bei Cavallius Nr. 14, ungarisch bei Mailath Nr. 12 „die Zauberhelene“, bei Stier „S. 28 das Zauberpferd“, bei Gaal „die gläserne Hacke S. 53“, bei Aulnoy Nr. 8 Der Orangenbaum und die Biene, Pentameron II,7 Die Taube, III,9 Rosella, zum vor Leid und Schmerz zu Stein werden ein dänisches Lied von Rosmer, es habe tiefen Sinn und gleiche dem Erstarren, wenn Licht und Wärme entzogen ist, zum sich aus Trauer in eine Blume am Weg verwandeln ein Volkslied in Meinerts Lieder aus dem Kuhländchen 1, 6:
„Ai, Annle, lot dos Maene stohn,
nahmt aich viel liever a'n anden Mon.“ -
„Eh wenn ich lo das Maene stohn,
wiel ich liever ouff de Wagschaed gohn,
diett wiel ich zu aner Feldblum wa'n.
Virmeittichs wiel ich schien uofblihn,
Nochmeittichs wiel ich traurich stien;
wo olle Leit vorieba gohn,
diett wiel ich inde traurich stohn.“

## Interpretation und Vergleiche

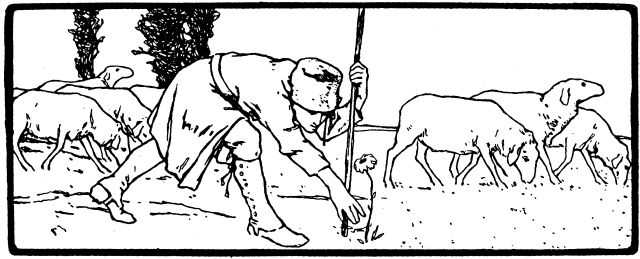
Illustration von Otto Ubbelohde, 1909

In einer auch im Mittelalter oft rezipierten Erzählung Ovids wurde Klytia vom Sonnengott geliebt und verwandelte sich nach langem und vergeblichem Warten und Starren in die Sonne in eine Sonnenblume. Der Blumenname Wegwarte kommt daher. Es gibt auch eine Volksballade von der Wegwarte. Die Geliebte als Helferin kommt auch in KHM 51, 186, 193, 59a vor und ähnelt Ariadne aus dem griechischen Mythos.
Ein Text aus Grimms Nachlass enthält eine ähnliche Fluchtepisode.
- Böse Stiefmutter: KHM 11 Brüderchen und Schwesterchen, KHM 13 Die drei Männlein im Walde, KHM 15 Hänsel und Gretel, KHM 21 Aschenputtel, KHM 47 Vom Machandelbaum, KHM 51 Fundevogel, KHM 53 Schneewittchen, KHM 130 Einäuglein, Zweiäuglein und Dreiäuglein, KHM 135 Die weiße und die schwarze Braut, KHM 141 Das Lämmchen und Fischchen
- Siebenmeilenstiefel: Der König vom goldenen Berg, Der Okerlo
- Geigespiel/Zu Tode tanzen/tanzen müssen in Dornen: KHM 8 Der wunderliche Spielmann, KHM 53 Schneewittchen, KHM 110 Der Jude im Dorn, KHM 114 Vom klugen Schneiderlein
- Vergessene Braut: KHM 88 Das singende springende Löweneckerchen, KHM 127 Der Eisenofen, KHM 186 Die wahre Braut, KHM 193 Der Trommler, KHM 59a Prinz Schwan; ferner: KHM 92 Der König vom goldenen Berg, KHM 181 Die Nixe im Teich
- Drei Blutstropfen: KHM 6 Der treue Johannes, KHM 89 Die Gänsemagd
- in Giambattista Basiles Pentameron II,1 Petrosinella III,9 Rosella
- bei Ludwig Bechstein Die Hexe und die Königskinder, Vom Knaben, der das Hexen lernen wollte

Das sprechende Blut erinnert an 1 Mos 4,10 : „Ich höre das Blut deines Bruders zu mir aus dem Erdboden schreien!“ (vgl. KHM 89). Edzard Storck sieht eine Zweiheit des irdischen und des „idealischen Menschen“ (Schiller), die eigentlich eins sind, deren Treue alle Wege bestimmt. Aus Märchen mit Edelsteinen schimmere die Sehnsucht nach einer neuen Erde. Laut Tiefenpsychologin Verena Kast geht es um die Befreiung aus einem negativen Mutterkomplex, ein Weg, der mittels des Männlichen gefunden wird. Schon der Streit um die Schürze weise darauf hin.